# Strangea cynanchocarpa
Strangea cynanchocarpa är en tvåhjärtbladig växtart som först beskrevs av Meissner, och fick sitt nu gällande namn av F. Müll.. Strangea cynanchocarpa ingår i släktet Strangea och familjen Proteaceae. Inga underarter finns listade i Catalogue of Life.